# SN 2004U
SN 2004U – supernowa typu II odkryta 10 lutego 2004 roku w galaktyce A110718+2832. W momencie odkrycia miała maksymalną jasność 17,70m.